# Sinagoga grande di Danzica
La sinagoga grande di Danzica, oggi scomparsa, era la più grande tra le sinagoghe della città di Danzica. Costruita tra il 1885 e il 1887 in stile neorinascimentale, fu demolita dalle autorità naziste nel maggio 1939.

## Storia

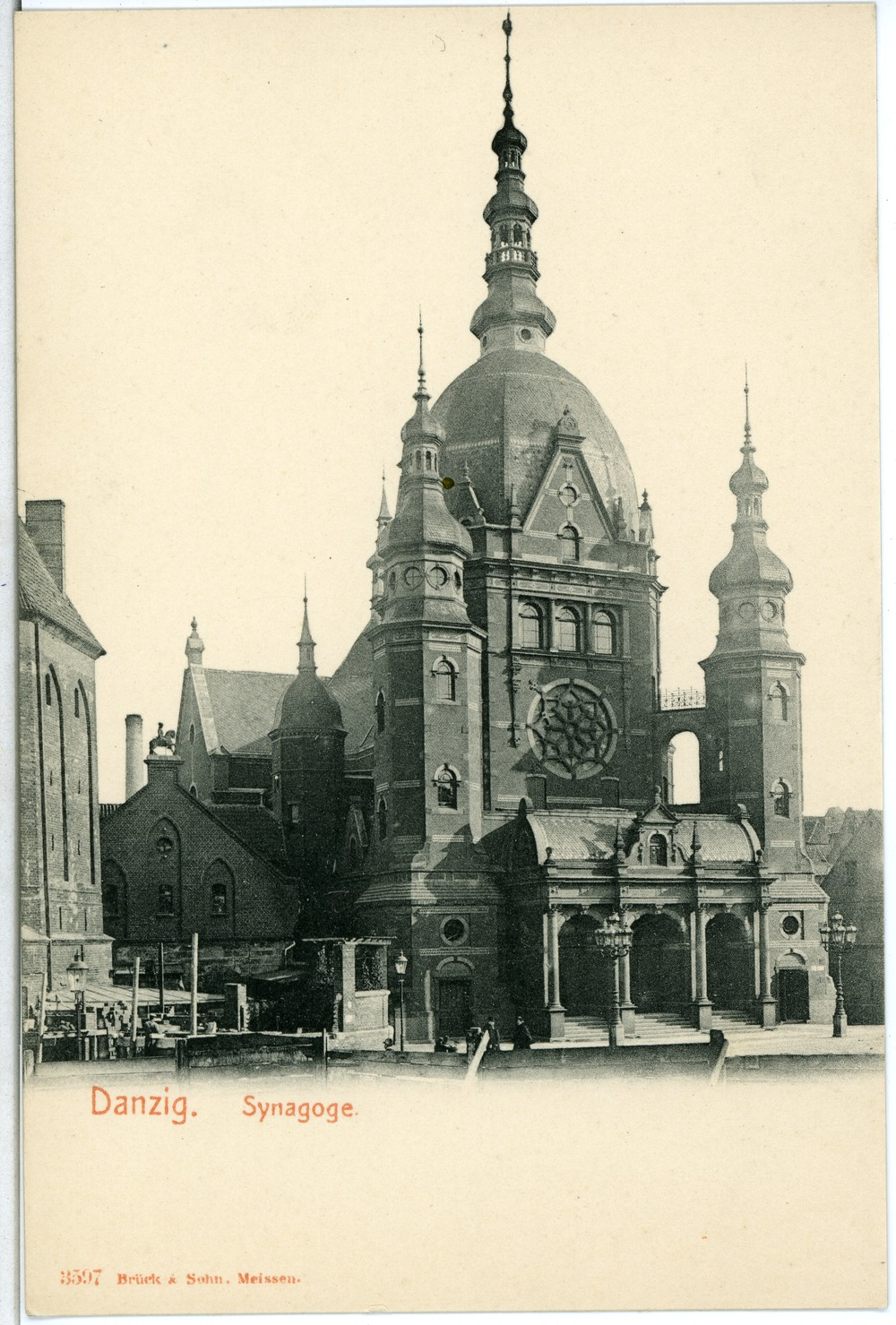
La sinagoga in una foto del 1903

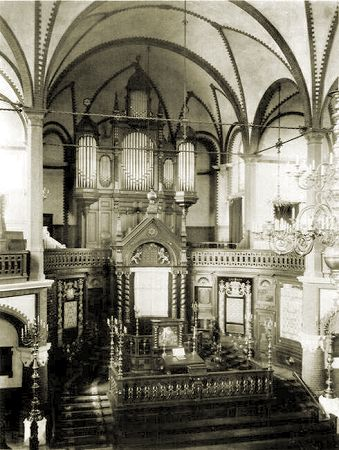
L'interno della sinagoga in una foto degli anni venti

La comunità ebraica di Danzica, cresciuta rapidamente nell'Ottocento, necessitava di più ampi luoghi di culto. Le cinque congregazioni riformate della città si unirono nel progetto di una nuova sinagoga, la cui costruzione fu completata tra il 1885 e il 1887. La cerimonia di inaugurazione, svoltasi il 15 settembre 1887, fu presieduta dal rabbino Cossmann Werner alla presenza dei fedeli e delle autorità civili della città.
L'edificio si impose immediatamente come uno dei monumenti più distintivi di Danzica, con le due torri e il rosone con la stella di Davide a decorazione della facciata e la grande cupola centrale sormontata dall'alta lanterna.
La sala principale di preghiera si trovava sotto la cupola. L'Arca Santa (Aron Kodesh) si ergeva su un piedistallo in un'abside. Sopra l'Arca, le Tavole della Legge (Decalogo) erano sostenute da due leoni di pietra. Dietro c'era l'organo e il coro capace di contenere 100 persone. La bimah era collocata davanti all'Arca Santa.
Circa 2000 persone potevano trovare posto nell'ampio interno. Le pareti erano decorate con motivi vegetali, simboli geometrici e versetti biblici. L'intera sinagoga era riscaldata e dotata di illuminazione elettrica, ancora raramente diffusa alla fine del xix° secolo.
La sinagoga divenne uno dei centri internazionali del movimento riformato. Vi si tenevano concerti e congressi che attrassero rabbini e studiosi da tutto il mondo. Nei suoi locali era ospitato un museo dell'ebraismo con molti tesori rari e antichi, in particolare la collezione di Lesser Giełdziński.
Nel periodo nazista il particolare statuto della Città Libera di Danzica sembrò inizialmente poter salvaguardare la sinagoga, ma fu un'illusione di breve durata. Prima ancora dell'annessione alla Germania, la comunità ebraica si vide costretta agli inizi del 1939 a cedere la proprietà della sinagoga alle autorità civili e subito un grande striscione comparve davanti alla facciata: "Komm lieber Mai und mache vom Juden uns jetzt frei" ("Vieni, caro mese di maggio, e liberaci ora dagli ebrei"). Il 2 maggio 1939, il governo della città, dominato dal partito nazista, ordinò l'immediata demolizione della sinagoga, che fu completata nel giro di poche settimane.
Tra le sinagoghe della città l'unica a sopravvivere alle distruzioni del periodo nazista è la sinagoga nuova di Danzica, oggi restaurata e restituita al culto dal 2009. L'area dove sorgeva la sinagoga grande di Danzica rimase a lunga libera; dell'imponente edificio non restavano che le fondamenta. Scartata ogni ipotesi di ricostruzione, sull'area è stato inaugurato nel settembre 2014 il nuovo Teatro Shakespeariano della città.

## Note

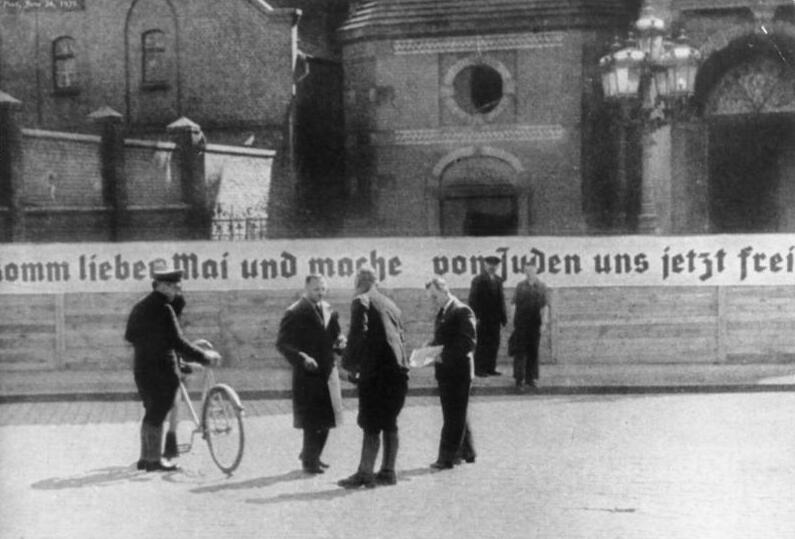
Lo striscione posto nella primavera del 1939 dalle autorità naziste che sarcasticamente annunciava l'imminente demolizione della sinagoga